# آخه!
آخه! (به فرانسوی: Beurk!) یک فیلم انیمیشن کوتاه فرانسوی محصول سال ۲۰۲۴ به نویسندگی و کارگردانی لویک اسپوچه است. این انیمیشن ۱۳ دقیقه‌ای درباره دوران کودکی و کشف عشق برنده جوایزی در جشنواره‌های مختلف بین‌المللی فیلم از جمله جشنواره فیلم آنیما ۲۰۲۴ در بلژیک شد. همچنین در جشنواره‌های سراسر جهان، از جمله جشنواره بین‌المللی فیلم انیمیشن انسی، جشنواره بین‌المللی فیلم رود آیلند یا جشنواره بین‌المللی فیلم برلین ارائه شد. این فیلم همچنین نامزد جوایز سزار برای بهترین انیمیشن کوتاه شد. در ۲۳ ژانویه ۲۰۲۵، این فیلم همچنین نامزد جایزه اسکار بهترین پویانمایی کوتاه شد.